# Алея на българо-руската дружба
Алеята на българо-руската дружба е изградена в парк „Стратеш“ в Ловеч.
На 22 август 1877 г. в хода на Битката при Ловеч на 20, 21, 22 и 23 август 1877 г- Руската императорска армия овладява и освобождава града от османско владичество. На следващия ден загиналите 319 руски офицери и войници са погребани в места (зеленчукови градини) до традиционния в седмичен „Сър пазар“. Намират се на западния бряг на р. Осъм, в северната окрайнина на града, на мястото където руските части преминават реката и подхождат към главния турски редут в местността „Червен бряг“. Други войни са погребани в местността „Червен бряг“.
През 1878 – 1879 г. са издигнати надгробни паметници и саркофази с надгробни плочи при „Сър пазар“ и местността „Червен бряг“. Окръжния началник предлага да заплати на собствениците земята „където са погребани падналите славно руски войници“. Те писмено се отказват с нарочно заявление: „С благодарност отстъпваме и заграждаме тия места без никъкво възнаграждение. Затова молим покорно да се приеме от началствата това наше скромно заявление“. Паметниците са с ограда направена от трофейно оръжие. До тях са поставени оръдия и метални лаврови венци. Оформена е алея за достъп. През 1881 г. около паметниците и плочите са насадени цветя и характерни за града дървета. По този повод Окръжния началник пише до Министерството на вътрешните работи: „В таквоз състояние държани и украсени паметниците около гр. Ловеч ще доказват на всеки пътник, странен или не, че гр. Ловеч знае да цени тези, с кръвта на които е избавена от тежко робство клета България.“
Алеята е сздадена с преместването на паметниците в парка „Стратеш“.
Надгробни паметници са:
- на полковник Александр Иванович Кусов, командир на XI пехотен Псковски полк
- на братската памет на бойните другари от III пехотна дивизия за командира на XI пехотен Псковски полк, полковник Александър Иванович Кусов
- на поручик Иван Яндашевски от VII пехотен Ревелски полк
- на майор Василий Лабунцов, капитан Александър Ивановский и 50 руски войника от V пехотен Калужки полк
- на подпоручик Николай Дуткин и 30 руски войника от VI пехотен Либавски полк
- на поручик Анатолий Воронов от 2-ра артилерийска бригада (днес не съществува)

Саркофази с надгробни плочи са:
- на 29 руски войници от V пехотен Калужки полк
- на 20 войника от VI пехотен Либавски полк
- на 2 руски войници от II артилерийска бригада
- на 26 руски войника от VII пехотен Ревелски полк
- на 3 руски войника от VIII пехотен Естляндски полк

Надгробната плоча е:
- на лекаря на XII Великолуцки пехотен полк, Александър Лебедевски

## Галерия
- Надгробен паметник на полковник Александър Кусов
- Надгробен паметник на 50 руски войника от V пехотен Калужки полк
- Надгробен паметник на поручик Иван Яндашевски
- Надгробен саркофаг и плоча на 3 руски войника от VIII-ми пехотен Естляндски полк
- Надгробен паметник на поручик Анатолий Воронов